# Capitalismo realmente existente
“Capitalismo realmente existente” o “capitalismo de verdad” es un término irónico utilizado por los críticos del capitalismo y el liberalismo. El término se usa para afirmar que muchas economías que supuestamente practican el capitalismo (un sistema económico caracterizado por un sistema de libre mercado de laissez-faire) en realidad tienen una intervención estatal significativa y asociaciones entre la industria privada y el estado.
El término economía mixta también se utiliza para describir economías con estos atributos. El término busca señalar la discrepancia entre el capitalismo como se define normalmente y lo que se etiqueta como capitalismo en la práctica y afirmar que (1) el capitalismo como se define no existe ni existirá y (2) el capitalismo realmente existente es indeseable por muchos. El término se utiliza como respuesta a las doctrinas económicas que han dominado el pensamiento económico occidental a lo largo del período liberal.
Los críticos señalan el uso de la regulación para evitar problemas económicos como las fluctuaciones agudas de las materias primas, las caídas de los mercados financieros, los monopolios y los daños ambientales extensos como ejemplos de cómo el capitalismo, tal como se define, no coincide con los sistemas económicos capitalistas realmente existentes.

## Características centrales del capitalismo
Las características fundamentales del capitalismo son:
1. La producción de mercancías para el intercambio en un mercado.
2. Mano de obra asalariada.
3. Los bienes de capital pertenecen al ámbito de la propiedad privada y pública y no a la propiedad común.
Los defensores a menudo creen en la maximización racional de la utilidad por parte de los consumidores y presuponen una competencia perfecta para los modelos económicos.

## El capitalismo en la práctica

### Problemas técnicos del capitalismo en la práctica
La competencia perfecta es solo teórica, nunca ha existido ni es posible que exista. El capitalismo tal como se define no puede existir y cualquier economía que afirme ser capitalista es en realidad algún otro tipo de sistema económico, es decir, solo tiene algunas características capitalistas. "Capitalismo realmente existente" también se usa para implicar que la comprensión actual de la economía necesitaría incorporar la imposibilidad del capitalismo y dejar de usar la definición de capitalismo como punto de partida para analizar una economía.

### DeLorean Motor Company
John DeLorean no tuvo éxito en el lanzamiento de su compañía de automóviles debido a las barreras del mercado, mientras que sus competidores pudieron producir automóviles más baratos. Bajo el verdadero capitalismo, DeLorean debería haber podido producir su automóvil, llevarlo al mercado y competir. Su empresa fracasó debido a las barreras del mercado, es decir, el mercado del automóvil no tenía fácil entrada y acceso.

## Capitalismo realmente existente

### Uso moderno
En el discurso económico moderno, el "capitalismo realmente existente" puede entenderse como una crítica de las enseñanzas económicas que se centran en tener y preservar un sistema capitalista o de libre mercado. Específicamente, el término se dirige principalmente a la Escuela Austriaca o la Escuela de Chicago de economía, ya que estas son escuelas de pensamiento económico que abogan fuertemente por los sistemas capitalistas. 